# گراهام پریست
گراهام پریست (انگلیسی: Graham Priest؛ زادهٔ ۱۹۴۸ (۷۶–۷۷ سال)) فیلسوف در دانشگاه شهری نیویورک اهل بریتانیا است.